# Grand Prix de Denain 2017
Grand Prix de Denain 2017 var den 59. udgave af cykelløbet Grand Prix de Denain. Løbet var en del af UCI Europe Tour-kalenderen og blev arrangeret 13. april 2017. Løbet blev vundet af franske Arnaud Démare fra FDJ.

## Hold og ryttere
| UCI WorldTeams (2)- FDJ - AG2R La Mondiale UCI Professionelle kontinentalthold (13)- Fortuneo-Vital Concept - Direct Énergie - Cofidis, Solutions Crédits - Wanty-Groupe Gobert - Delko Marseille Provence KTM - WB-Veranclassic-Aqua Protect - Sport Vlaanderen-Baloise - Gazprom-RusVelo - Bardiani CSF - Verandas Willems-Crelan - Roompot-Nederlandse Loterij - Manzana Postobón - Israel Cycling Academy UCI Kontinentalhold (3)- HP BTP-Auber 93 - Roubaix Lille Métropole - Armée de terre |
| |

## Resultater
| \| Samlede stilling \| Samlede stilling \| Samlede stilling \| Samlede stilling \| Samlede stilling \| \| Rytter \| Rytter \| Hold \| Tid \| \| \| ---------------- \| ------------------ \| ---------------------------- \| ---------------- \| ---------------- \| \| 1. \| Arnaud Démare \| FDJ \| 4t 30' 01" \| \| \| 2. \| Nacer Bouhanni \| Cofidis, Solutions Crédits \| + 0" \| \| \| 3. \| Sebastián Molano \| Manzana Postobón \| + 0" \| \| \| 4. \| Boris Vallée \| Fortuneo-Vital Concept \| + 0" \| \| \| 5. \| Roy Jans \| WB-Veranclassic-Aqua Protect \| + 0" \| \| \| 6. \| Jérémy Lecroq \| Roubaix Lille Métropole \| + 0" \| \| \| 7. \| Coen Vermeltfoort \| Roompot-Nederlandse Loterij \| + 0" \| \| \| 8. \| Damien Touzé \| HP BTP-Auber 93 \| + 0" \| \| \| 9. \| Bert Van Lerberghe \| Sport Vlaanderen-Baloise \| + 0" \| \| \| 10. \| Benjamin Giraud \| Delko-Marseille Provence-KTM \| + 0" \| \| |                    |                              |            |
| |                    |                              |            |
| Kilder: ProCyclingStats Cycling Archives |                    |                              |            |
| Samlede stilling |                    |                              |            |
| Rytter | Rytter             | Hold                         | Tid        |
| 1. | Arnaud Démare      | FDJ                          | 4t 30' 01" |
| 2. | Nacer Bouhanni     | Cofidis, Solutions Crédits   | + 0"       |
| 3. | Sebastián Molano   | Manzana Postobón             | + 0"       |
| 4. | Boris Vallée       | Fortuneo-Vital Concept       | + 0"       |
| 5. | Roy Jans           | WB-Veranclassic-Aqua Protect | + 0"       |
| 6. | Jérémy Lecroq      | Roubaix Lille Métropole      | + 0"       |
| 7. | Coen Vermeltfoort  | Roompot-Nederlandse Loterij  | + 0"       |
| 8. | Damien Touzé       | HP BTP-Auber 93              | + 0"       |
| 9. | Bert Van Lerberghe | Sport Vlaanderen-Baloise     | + 0"       |
| 10. | Benjamin Giraud    | Delko-Marseille Provence-KTM | + 0"       |

## Startliste
| Fortuneo-Vital Concept FVC | Fortuneo-Vital Concept FVC | Fortuneo-Vital Concept FVC |
| -------------------------- | -------------------------- | -------------------------- |
| Nr.                        | Rytter                     | Placering                  |
| 1                          | Maxime Bouet (FRA)         |                            |
| 2                          | Erwann Corbel (FRA)        |                            |
| 3                          | Maxime Daniel (FRA)        |                            |
| 4                          | Anthony Delaplace (FRA)    |                            |
| 5                          | Benoît Jarrier (FRA)       |                            |
| 6                          | Francis Mourey (FRA)       |                            |
| 7                          | Florian Vachon (FRA)       |                            |
| 8                          | Boris Vallée (BEL)         |                            |

| FDJ | FDJ                    | FDJ       |
| --- | ---------------------- | --------- |
| Nr. | Rytter                 | Placering |
| 11  | Arnaud Démare (FRA)    |           |
| 12  | Marc Fournier (FRA)    |           |
| 13  | Mickaël Delage (FRA)   |           |
| 14  | Daniel Hoelgaard (NOR) |           |
| 15  | William Bonnet (FRA)   |           |
| 16  | Olivier Le Gac (FRA)   |           |
| 17  | Lorrenzo Manzin (FRA)  |           |
| 18  | Marc Sarreau (FRA)     |           |

| AG2R La Mondiale ALM | AG2R La Mondiale ALM     | AG2R La Mondiale ALM |
| -------------------- | ------------------------ | -------------------- |
| Nr.                  | Rytter                   | Placering            |
| 21                   | Samuel Dumoulin (FRA)    |                      |
| 22                   | Rudy Barbier (FRA)       |                      |
| 23                   | Nico Denz (GER)          |                      |
| 24                   | Julien Duval (FRA)       |                      |
| 25                   | Gediminas Bagdonas (LTU) |                      |
| 26                   | Sondre Holst Enger (NOR) |                      |
| 27                   | Nans Peters (FRA)        |                      |
| 28                   | Stijn Vandenbergh (BEL)  |                      |

| Direct Énergie DEN | Direct Énergie DEN      | Direct Énergie DEN |
| ------------------ | ----------------------- | ------------------ |
| Nr.                | Rytter                  | Placering          |
| 31                 | Lilian Calmejane (FRA)  |                    |
| 32                 | Thomas Boudat (FRA)     |                    |
| 33                 | Romain Cardis (FRA)     |                    |
| 34                 | Jérémy Cornu (FRA)      |                    |
| 35                 | Yohann Gène (FRA)       |                    |
| 36                 | Fabien Grellier (FRA)   |                    |
| 37                 | Romain Guillemois (FRA) |                    |
| 38                 | Tony Hurel (FRA)        |                    |

| Cofidis, Solutions Crédits COF | Cofidis, Solutions Crédits COF | Cofidis, Solutions Crédits COF |
| ------------------------------ | ------------------------------ | ------------------------------ |
| Nr.                            | Rytter                         | Placering                      |
| 41                             | Nacer Bouhanni (FRA)           |                                |
| 42                             | Rayane Bouhanni (FRA)          |                                |
| 43                             | Christophe Laporte (FRA)       |                                |
| 44                             | Florian Sénéchal (FRA)         |                                |
| 45                             | Geoffrey Soupe (FRA)           |                                |
| 46                             | Anthony Turgis (FRA)           |                                |
| 47                             | Michael Van Staeyen (BEL)      |                                |
| 48                             | Jonas Vangenechten (BEL)       |                                |

| Wanty-Groupe Gobert WGG | Wanty-Groupe Gobert WGG  | Wanty-Groupe Gobert WGG |
| ----------------------- | ------------------------ | ----------------------- |
| Nr.                     | Rytter                   | Placering               |
| 51                      | Kenny Dehaes (BEL)       |                         |
| 52                      | Frederik Backaert (BEL)  |                         |
| 53                      | Tom Devriendt (BEL)      |                         |
| 54                      | Kevin Van Melsen (BEL)   |                         |
| 54                      | Marco Minnaard (NED)     |                         |
| 55                      | Robin Stenuit (BEL)      |                         |
| 57                      | Simone Antonini (ITA)    |                         |
| 58                      | Frederik Veuchelen (BEL) |                         |

| Delko-Marseille Provence-KTM DMP | Delko-Marseille Provence-KTM DMP | Delko-Marseille Provence-KTM DMP |
| -------------------------------- | -------------------------------- | -------------------------------- |
| Nr.                              | Rytter                           | Placering                        |
| 61                               | Rémy Di Grégorio (FRA)           |                                  |
| 62                               | Benjamin Giraud (FRA)            |                                  |
| 63                               | Thierry Hupond (FRA)             |                                  |
| 64                               | Ángel Madrazo (ESP)              |                                  |
| 65                               | Romain Lemarchand (FRA)          |                                  |
| 66                               | Yannick Martinez (FRA)           |                                  |
| 67                               | Evaldas Šiškevicius (LTU)        |                                  |
| 68                               | Gatis Smukulis (LAT)             |                                  |

| WB-Veranclassic-Aqua Protect WVA | WB-Veranclassic-Aqua Protect WVA | WB-Veranclassic-Aqua Protect WVA |
| -------------------------------- | -------------------------------- | -------------------------------- |
| Nr.                              | Rytter                           | Placering                        |
| 71                               | Ludwig De Winter (BEL)           |                                  |
| 72                               | Thomas Deruette (BEL)            |                                  |
| 73                               | Jimmy Duquennoy (BEL)            |                                  |
| 74                               | Ludovic Robeet (BEL)             |                                  |
| 75                               | Roy Jans (BEL)                   |                                  |
| 76                               | Lawrence Naesen (BEL)            |                                  |
| 77                               | Julien Stassen (BEL)             |                                  |
| 78                               | Lukas Spengler (SUI)             |                                  |

| Sport Vlaanderen-Baloise SVB | Sport Vlaanderen-Baloise SVB | Sport Vlaanderen-Baloise SVB |
| ---------------------------- | ---------------------------- | ---------------------------- |
| Nr.                          | Rytter                       | Placering                    |
| 81                           | Edward Planckaert (BEL)      |                              |
| 82                           | Maxime Farazijn (BEL)        |                              |
| 83                           | Christophe Noppe (BEL)       |                              |
| 84                           | Ruben Pols (BEL)             |                              |
| 85                           | Jarl Salomein (BEL)          |                              |
| 86                           | Stijn Steels (BEL)           |                              |
| 87                           | Bert Van Lerberghe (BEL)     |                              |
| 88                           | Jens Wallays (BEL)           |                              |

| Gazprom-RusVelo GAZ | Gazprom-RusVelo GAZ       | Gazprom-RusVelo GAZ |
| ------------------- | ------------------------- | ------------------- |
| Nr.                 | Rytter                    | Placering           |
| 91                  | Igor Bojev (RUS)          |                     |
| 92                  | Artjom Nytj (RUS)         |                     |
| 93                  | Roman Majkin (RUS)        |                     |
| 94                  | Sergej Nikolajev (RUS)    |                     |
| 95                  | Jevgenij Sjalunov (RUS)   |                     |
| 96                  | Andrej Solomennikov (RUS) |                     |
| 97                  | Aleksej Tsatevitj (RUS)   |                     |
| 98                  | Nikolaj Trusov (RUS)      |                     |

| Bardiani CSF BRD | Bardiani CSF BRD        | Bardiani CSF BRD |
| ---------------- | ----------------------- | ---------------- |
| Nr.              | Rytter                  | Placering        |
| 101              | Enrico Barbin (ITA)     |                  |
| 102              | Nicola Boem (ITA)       |                  |
| 103              | Giulio Ciccone (ITA)    |                  |
| 104              | Mirco Maestri (ITA)     |                  |
| 105              | Marco Maronese (ITA)    |                  |
| 106              | Vincenzo Albanese (ITA) |                  |
| 107              | Lorenzo Rota (ITA)      |                  |
| 108              | Paolo Simion (ITA)      |                  |

| Roompot-Nederlandse Loterij RNL | Roompot-Nederlandse Loterij RNL | Roompot-Nederlandse Loterij RNL |
| ------------------------------- | ------------------------------- | ------------------------------- |
| Nr.                             | Rytter                          | Placering                       |
| 111                             | Jesper Asselman (NED)           |                                 |
| 112                             | Berden de Vries (NED)           |                                 |
| 113                             | Raymond Kreder (NED)            |                                 |
| 114                             | André Looij (NED)               |                                 |
| 115                             | Jens Mouris (NED)               |                                 |
| 116                             | Taco van der Hoorn (NED)        |                                 |
| 117                             | Brian van Goethem (NED)         |                                 |
| 118                             | Coen Vermeltfoort (NED)         |                                 |

| Verandas Willems-Crelan VWC | Verandas Willems-Crelan VWC | Verandas Willems-Crelan VWC |
| --------------------------- | --------------------------- | --------------------------- |
| Nr.                         | Rytter                      | Placering                   |
| 121                         | Aidis Kruopis (LTU)         |                             |
| 122                         | Michael Goolaerts (BEL)     |                             |
| 123                         | Dries De Bondt (BEL)        |                             |
| 124                         | Stijn Devolder (BEL)        |                             |
| 125                         | Timothy Dupont (BEL)        |                             |
| 126                         | Elias Van Breussegem (BEL)  |                             |
| 127                         | Stef Van Zummeren (BEL)     |                             |
| 128                         | Otto Vergaerde (BEL)        |                             |

| Manzana Postobón MZN | Manzana Postobón MZN           | Manzana Postobón MZN |
| -------------------- | ------------------------------ | -------------------- |
| Nr.                  | Rytter                         | Placering            |
| 131                  | Wilmar Paredes (COL)           |                      |
| 132                  | Juan José Amador Castaño (COL) |                      |
| 133                  | Yecid Sierra (COL)             |                      |
| 134                  | Jetse Bol (NED)                |                      |
| 135                  | Jhojan García (COL)            |                      |
| 136                  | Sergio Higuita (COL)           |                      |
| 137                  | Sebastián Molano (COL)         |                      |
| 138                  | Juan Pablo Villegas (COL)      |                      |

| Israel Cycling Academy ICA | Israel Cycling Academy ICA | Israel Cycling Academy ICA |
| -------------------------- | -------------------------- | -------------------------- |
| Nr.                        | Rytter                     | Placering                  |
| 141                        | Guillaume Boivin (CAN)     |                            |
| 142                        | José Manuel Díaz (ESP)     |                            |
| 143                        | Zakkari Dempster (AUS)     |                            |
| 144                        | Roy Goldstein (ISR)        |                            |
| 145                        | Benjamin Perry (CAN)       |                            |
| 146                        | Mihkel Räim (EST)          |                            |
| 147                        | Hamish Schreurs (NZL)      |                            |
| 148                        | Tyler Williams (USA)       |                            |

| HP BTP-Auber 93 AUB | HP BTP-Auber 93 AUB     | HP BTP-Auber 93 AUB |
| ------------------- | ----------------------- | ------------------- |
| Nr.                 | Rytter                  | Placering           |
| 151                 | Nicolas Baldo (FRA)     |                     |
| 152                 | Jérémy Bescond (FRA)    |                     |
| 153                 | Romain Feillu (FRA)     |                     |
| 154                 | Alo Jakin (EST)         |                     |
| 155                 | Kévin Le Cunff (FRA)    |                     |
| 156                 | Anthony Maldonado (FRA) |                     |
| 157                 | David Menut (FRA)       |                     |
| 158                 | Damien Touzé (FRA)      |                     |

| Roubaix Lille Métropole RLM | Roubaix Lille Métropole RLM | Roubaix Lille Métropole RLM |
| --------------------------- | --------------------------- | --------------------------- |
| Nr.                         | Rytter                      | Placering                   |
| 161                         | Jérémy Cabot (FRA)          |                             |
| 162                         | Joeri Calleeuw (BEL)        |                             |
| 163                         | Julien Antomarchi (FRA)     |                             |
| 164                         | Jérémy Lecroq (FRA)         |                             |
| 165                         | Félix Pouilly (FRA)         |                             |
| 166                         | Lander Seynaeve (BEL)       |                             |

| Armée de terre ADT | Armée de terre ADT      | Armée de terre ADT |
| ------------------ | ----------------------- | ------------------ |
| Nr.                | Rytter                  | Placering          |
| 171                | Fabien Canal (FRA)      |                    |
| 172                | Thibault Ferasse (FRA)  |                    |
| 173                | Damien Gaudin (FRA)     |                    |
| 174                | Julien Loubet (FRA)     |                    |
| 175                | Stéphane Poulhies (FRA) |                    |
| 176                | Jimmy Raibaud (FRA)     |                    |
| 177                | Kévin Lebreton (FRA)    |                    |
| 178                | Yannis Yssaad (FRA)     |                    |

| Fortuneo-Vital Concept FVC | Fortuneo-Vital Concept FVC | Fortuneo-Vital Concept FVC |
| -------------------------- | -------------------------- | -------------------------- |
| Nr.                        | Rytter                     | Placering                  |
| 1                          | Maxime Bouet (FRA)         |                            |
| 2                          | Erwann Corbel (FRA)        |                            |
| 3                          | Maxime Daniel (FRA)        |                            |
| 4                          | Anthony Delaplace (FRA)    |                            |
| 5                          | Benoît Jarrier (FRA)       |                            |
| 6                          | Francis Mourey (FRA)       |                            |
| 7                          | Florian Vachon (FRA)       |                            |
| 8                          | Boris Vallée (BEL)         |                            |

| FDJ | FDJ                    | FDJ       |
| --- | ---------------------- | --------- |
| Nr. | Rytter                 | Placering |
| 11  | Arnaud Démare (FRA)    |           |
| 12  | Marc Fournier (FRA)    |           |
| 13  | Mickaël Delage (FRA)   |           |
| 14  | Daniel Hoelgaard (NOR) |           |
| 15  | William Bonnet (FRA)   |           |
| 16  | Olivier Le Gac (FRA)   |           |
| 17  | Lorrenzo Manzin (FRA)  |           |
| 18  | Marc Sarreau (FRA)     |           |

| AG2R La Mondiale ALM | AG2R La Mondiale ALM     | AG2R La Mondiale ALM |
| -------------------- | ------------------------ | -------------------- |
| Nr.                  | Rytter                   | Placering            |
| 21                   | Samuel Dumoulin (FRA)    |                      |
| 22                   | Rudy Barbier (FRA)       |                      |
| 23                   | Nico Denz (GER)          |                      |
| 24                   | Julien Duval (FRA)       |                      |
| 25                   | Gediminas Bagdonas (LTU) |                      |
| 26                   | Sondre Holst Enger (NOR) |                      |
| 27                   | Nans Peters (FRA)        |                      |
| 28                   | Stijn Vandenbergh (BEL)  |                      |

| Direct Énergie DEN | Direct Énergie DEN      | Direct Énergie DEN |
| ------------------ | ----------------------- | ------------------ |
| Nr.                | Rytter                  | Placering          |
| 31                 | Lilian Calmejane (FRA)  |                    |
| 32                 | Thomas Boudat (FRA)     |                    |
| 33                 | Romain Cardis (FRA)     |                    |
| 34                 | Jérémy Cornu (FRA)      |                    |
| 35                 | Yohann Gène (FRA)       |                    |
| 36                 | Fabien Grellier (FRA)   |                    |
| 37                 | Romain Guillemois (FRA) |                    |
| 38                 | Tony Hurel (FRA)        |                    |

| Cofidis, Solutions Crédits COF | Cofidis, Solutions Crédits COF | Cofidis, Solutions Crédits COF |
| ------------------------------ | ------------------------------ | ------------------------------ |
| Nr.                            | Rytter                         | Placering                      |
| 41                             | Nacer Bouhanni (FRA)           |                                |
| 42                             | Rayane Bouhanni (FRA)          |                                |
| 43                             | Christophe Laporte (FRA)       |                                |
| 44                             | Florian Sénéchal (FRA)         |                                |
| 45                             | Geoffrey Soupe (FRA)           |                                |
| 46                             | Anthony Turgis (FRA)           |                                |
| 47                             | Michael Van Staeyen (BEL)      |                                |
| 48                             | Jonas Vangenechten (BEL)       |                                |

| Wanty-Groupe Gobert WGG | Wanty-Groupe Gobert WGG  | Wanty-Groupe Gobert WGG |
| ----------------------- | ------------------------ | ----------------------- |
| Nr.                     | Rytter                   | Placering               |
| 51                      | Kenny Dehaes (BEL)       |                         |
| 52                      | Frederik Backaert (BEL)  |                         |
| 53                      | Tom Devriendt (BEL)      |                         |
| 54                      | Kevin Van Melsen (BEL)   |                         |
| 54                      | Marco Minnaard (NED)     |                         |
| 55                      | Robin Stenuit (BEL)      |                         |
| 57                      | Simone Antonini (ITA)    |                         |
| 58                      | Frederik Veuchelen (BEL) |                         |

| Delko-Marseille Provence-KTM DMP | Delko-Marseille Provence-KTM DMP | Delko-Marseille Provence-KTM DMP |
| -------------------------------- | -------------------------------- | -------------------------------- |
| Nr.                              | Rytter                           | Placering                        |
| 61                               | Rémy Di Grégorio (FRA)           |                                  |
| 62                               | Benjamin Giraud (FRA)            |                                  |
| 63                               | Thierry Hupond (FRA)             |                                  |
| 64                               | Ángel Madrazo (ESP)              |                                  |
| 65                               | Romain Lemarchand (FRA)          |                                  |
| 66                               | Yannick Martinez (FRA)           |                                  |
| 67                               | Evaldas Šiškevicius (LTU)        |                                  |
| 68                               | Gatis Smukulis (LAT)             |                                  |

| WB-Veranclassic-Aqua Protect WVA | WB-Veranclassic-Aqua Protect WVA | WB-Veranclassic-Aqua Protect WVA |
| -------------------------------- | -------------------------------- | -------------------------------- |
| Nr.                              | Rytter                           | Placering                        |
| 71                               | Ludwig De Winter (BEL)           |                                  |
| 72                               | Thomas Deruette (BEL)            |                                  |
| 73                               | Jimmy Duquennoy (BEL)            |                                  |
| 74                               | Ludovic Robeet (BEL)             |                                  |
| 75                               | Roy Jans (BEL)                   |                                  |
| 76                               | Lawrence Naesen (BEL)            |                                  |
| 77                               | Julien Stassen (BEL)             |                                  |
| 78                               | Lukas Spengler (SUI)             |                                  |

| Sport Vlaanderen-Baloise SVB | Sport Vlaanderen-Baloise SVB | Sport Vlaanderen-Baloise SVB |
| ---------------------------- | ---------------------------- | ---------------------------- |
| Nr.                          | Rytter                       | Placering                    |
| 81                           | Edward Planckaert (BEL)      |                              |
| 82                           | Maxime Farazijn (BEL)        |                              |
| 83                           | Christophe Noppe (BEL)       |                              |
| 84                           | Ruben Pols (BEL)             |                              |
| 85                           | Jarl Salomein (BEL)          |                              |
| 86                           | Stijn Steels (BEL)           |                              |
| 87                           | Bert Van Lerberghe (BEL)     |                              |
| 88                           | Jens Wallays (BEL)           |                              |

| Gazprom-RusVelo GAZ | Gazprom-RusVelo GAZ       | Gazprom-RusVelo GAZ |
| ------------------- | ------------------------- | ------------------- |
| Nr.                 | Rytter                    | Placering           |
| 91                  | Igor Bojev (RUS)          |                     |
| 92                  | Artjom Nytj (RUS)         |                     |
| 93                  | Roman Majkin (RUS)        |                     |
| 94                  | Sergej Nikolajev (RUS)    |                     |
| 95                  | Jevgenij Sjalunov (RUS)   |                     |
| 96                  | Andrej Solomennikov (RUS) |                     |
| 97                  | Aleksej Tsatevitj (RUS)   |                     |
| 98                  | Nikolaj Trusov (RUS)      |                     |

| Bardiani CSF BRD | Bardiani CSF BRD        | Bardiani CSF BRD |
| ---------------- | ----------------------- | ---------------- |
| Nr.              | Rytter                  | Placering        |
| 101              | Enrico Barbin (ITA)     |                  |
| 102              | Nicola Boem (ITA)       |                  |
| 103              | Giulio Ciccone (ITA)    |                  |
| 104              | Mirco Maestri (ITA)     |                  |
| 105              | Marco Maronese (ITA)    |                  |
| 106              | Vincenzo Albanese (ITA) |                  |
| 107              | Lorenzo Rota (ITA)      |                  |
| 108              | Paolo Simion (ITA)      |                  |

| Roompot-Nederlandse Loterij RNL | Roompot-Nederlandse Loterij RNL | Roompot-Nederlandse Loterij RNL |
| ------------------------------- | ------------------------------- | ------------------------------- |
| Nr.                             | Rytter                          | Placering                       |
| 111                             | Jesper Asselman (NED)           |                                 |
| 112                             | Berden de Vries (NED)           |                                 |
| 113                             | Raymond Kreder (NED)            |                                 |
| 114                             | André Looij (NED)               |                                 |
| 115                             | Jens Mouris (NED)               |                                 |
| 116                             | Taco van der Hoorn (NED)        |                                 |
| 117                             | Brian van Goethem (NED)         |                                 |
| 118                             | Coen Vermeltfoort (NED)         |                                 |

| Verandas Willems-Crelan VWC | Verandas Willems-Crelan VWC | Verandas Willems-Crelan VWC |
| --------------------------- | --------------------------- | --------------------------- |
| Nr.                         | Rytter                      | Placering                   |
| 121                         | Aidis Kruopis (LTU)         |                             |
| 122                         | Michael Goolaerts (BEL)     |                             |
| 123                         | Dries De Bondt (BEL)        |                             |
| 124                         | Stijn Devolder (BEL)        |                             |
| 125                         | Timothy Dupont (BEL)        |                             |
| 126                         | Elias Van Breussegem (BEL)  |                             |
| 127                         | Stef Van Zummeren (BEL)     |                             |
| 128                         | Otto Vergaerde (BEL)        |                             |

| Manzana Postobón MZN | Manzana Postobón MZN           | Manzana Postobón MZN |
| -------------------- | ------------------------------ | -------------------- |
| Nr.                  | Rytter                         | Placering            |
| 131                  | Wilmar Paredes (COL)           |                      |
| 132                  | Juan José Amador Castaño (COL) |                      |
| 133                  | Yecid Sierra (COL)             |                      |
| 134                  | Jetse Bol (NED)                |                      |
| 135                  | Jhojan García (COL)            |                      |
| 136                  | Sergio Higuita (COL)           |                      |
| 137                  | Sebastián Molano (COL)         |                      |
| 138                  | Juan Pablo Villegas (COL)      |                      |

| Israel Cycling Academy ICA | Israel Cycling Academy ICA | Israel Cycling Academy ICA |
| -------------------------- | -------------------------- | -------------------------- |
| Nr.                        | Rytter                     | Placering                  |
| 141                        | Guillaume Boivin (CAN)     |                            |
| 142                        | José Manuel Díaz (ESP)     |                            |
| 143                        | Zakkari Dempster (AUS)     |                            |
| 144                        | Roy Goldstein (ISR)        |                            |
| 145                        | Benjamin Perry (CAN)       |                            |
| 146                        | Mihkel Räim (EST)          |                            |
| 147                        | Hamish Schreurs (NZL)      |                            |
| 148                        | Tyler Williams (USA)       |                            |

| HP BTP-Auber 93 AUB | HP BTP-Auber 93 AUB     | HP BTP-Auber 93 AUB |
| ------------------- | ----------------------- | ------------------- |
| Nr.                 | Rytter                  | Placering           |
| 151                 | Nicolas Baldo (FRA)     |                     |
| 152                 | Jérémy Bescond (FRA)    |                     |
| 153                 | Romain Feillu (FRA)     |                     |
| 154                 | Alo Jakin (EST)         |                     |
| 155                 | Kévin Le Cunff (FRA)    |                     |
| 156                 | Anthony Maldonado (FRA) |                     |
| 157                 | David Menut (FRA)       |                     |
| 158                 | Damien Touzé (FRA)      |                     |

| Roubaix Lille Métropole RLM | Roubaix Lille Métropole RLM | Roubaix Lille Métropole RLM |
| --------------------------- | --------------------------- | --------------------------- |
| Nr.                         | Rytter                      | Placering                   |
| 161                         | Jérémy Cabot (FRA)          |                             |
| 162                         | Joeri Calleeuw (BEL)        |                             |
| 163                         | Julien Antomarchi (FRA)     |                             |
| 164                         | Jérémy Lecroq (FRA)         |                             |
| 165                         | Félix Pouilly (FRA)         |                             |
| 166                         | Lander Seynaeve (BEL)       |                             |

| Armée de terre ADT | Armée de terre ADT      | Armée de terre ADT |
| ------------------ | ----------------------- | ------------------ |
| Nr.                | Rytter                  | Placering          |
| 171                | Fabien Canal (FRA)      |                    |
| 172                | Thibault Ferasse (FRA)  |                    |
| 173                | Damien Gaudin (FRA)     |                    |
| 174                | Julien Loubet (FRA)     |                    |
| 175                | Stéphane Poulhies (FRA) |                    |
| 176                | Jimmy Raibaud (FRA)     |                    |
| 177                | Kévin Lebreton (FRA)    |                    |
| 178                | Yannis Yssaad (FRA)     |                    |